# Gabriel Andral
Gabriel Andral, född den 6 november 1797 i Paris, död den 13 februari 1876 i Châteauvieux, Hautes-Alpes, var en fransk läkare.
Andral blev professor vid universitetet i Paris 1828. Bland hans i synnerhet för den patologiska medicinen viktiga arbeten märks: Clinique médicale (1823–30), Précis d'anatomie pathologique (1829), den första allmänt patologiska anatomin, Cours de pathologie interne (1836) och Essai d'hématologie pathologique (1843).